# Verbania
Verbania es un municipio italiano, capital de la provincia del Verbano-Cusio-Ossola en la región de Piamonte.
La ciudad fue fundada en 1939 mediante la fusión de las hasta entonces comunas separadas de Intra y Pallanza, que pasaron a ser barrios de la nueva ciudad.
En 2022, el municipio tenía una población de 30 044 habitantes.
Se ubica en un cabo de la orilla occidental del lago Mayor.

## Demografía
| Gráfica de evolución demográfica de Verbania entre 1861 y 2011 |
|                                                                |
| Fuente ISTAT - elaboración gráfica de Wikipedia                |

## Patrimonio
- Jardín botánico Villa Taranto

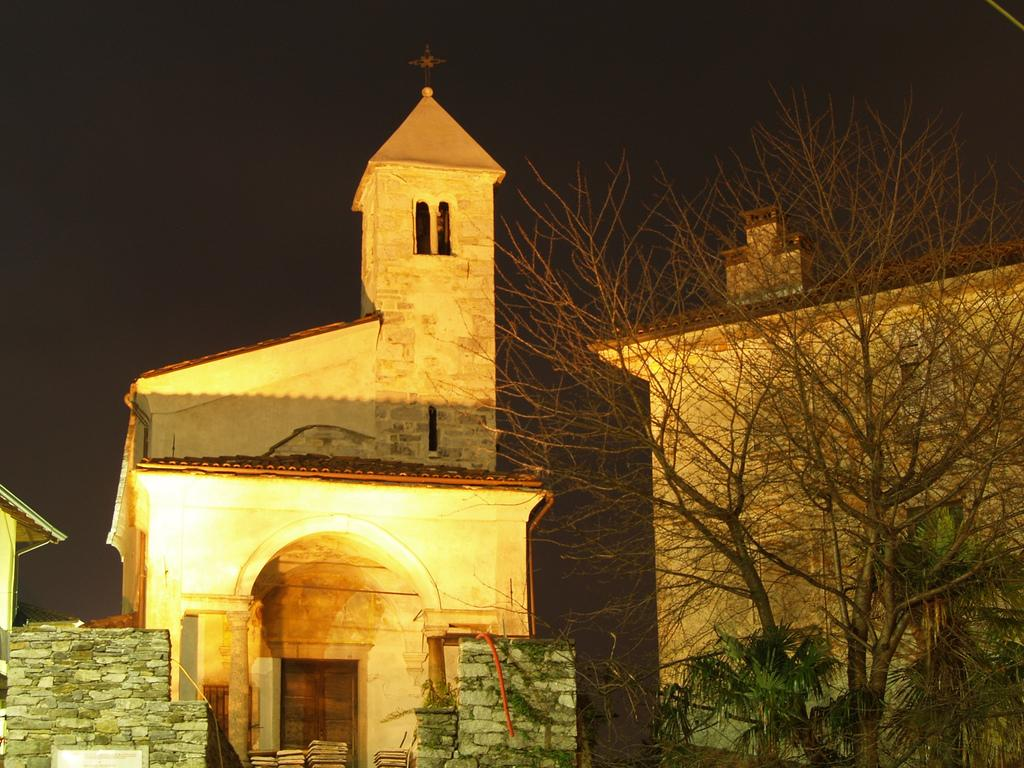
Oratorio de San Fabiano.
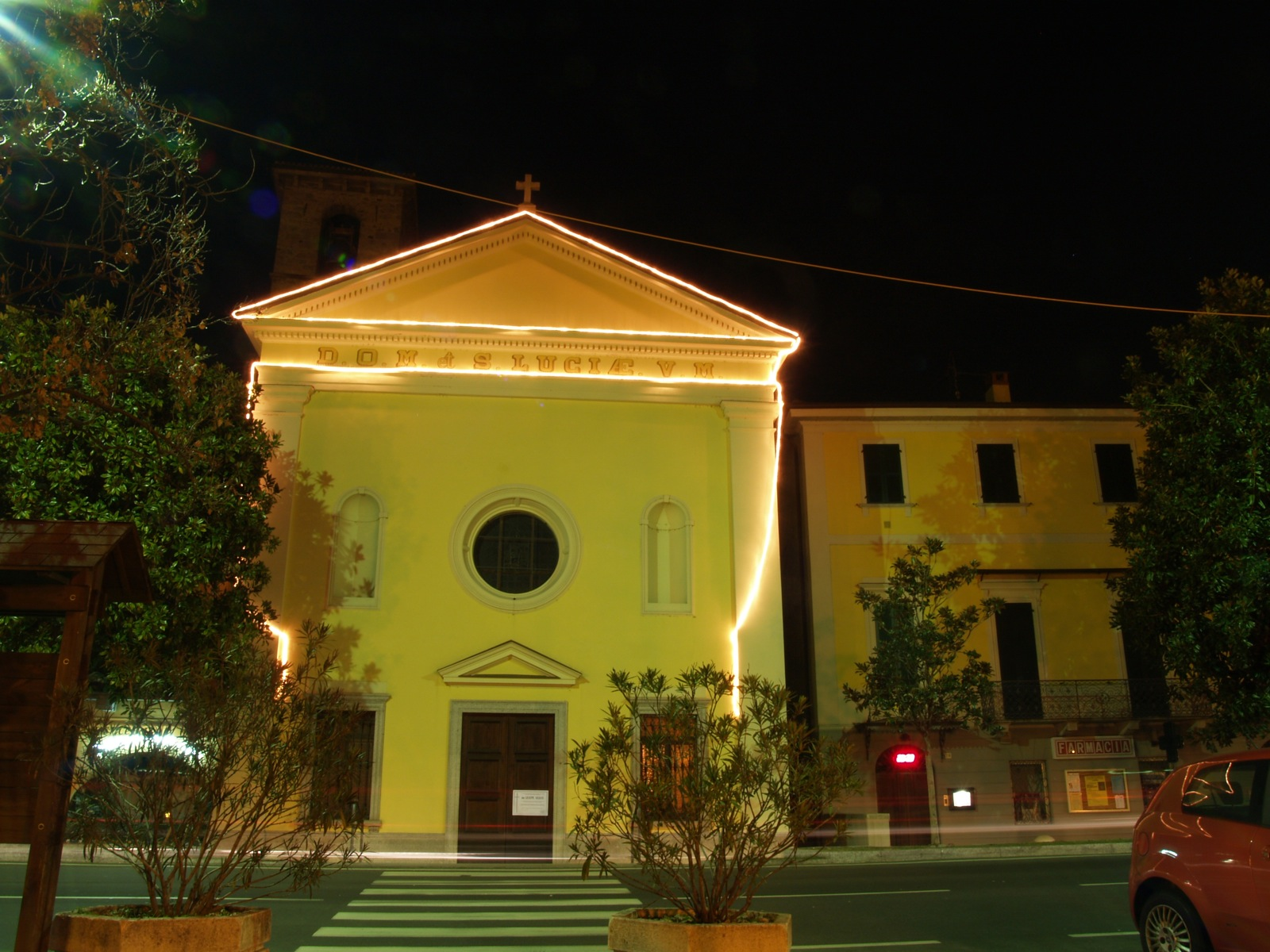
Iglesia de Santa Lucía de Suna.
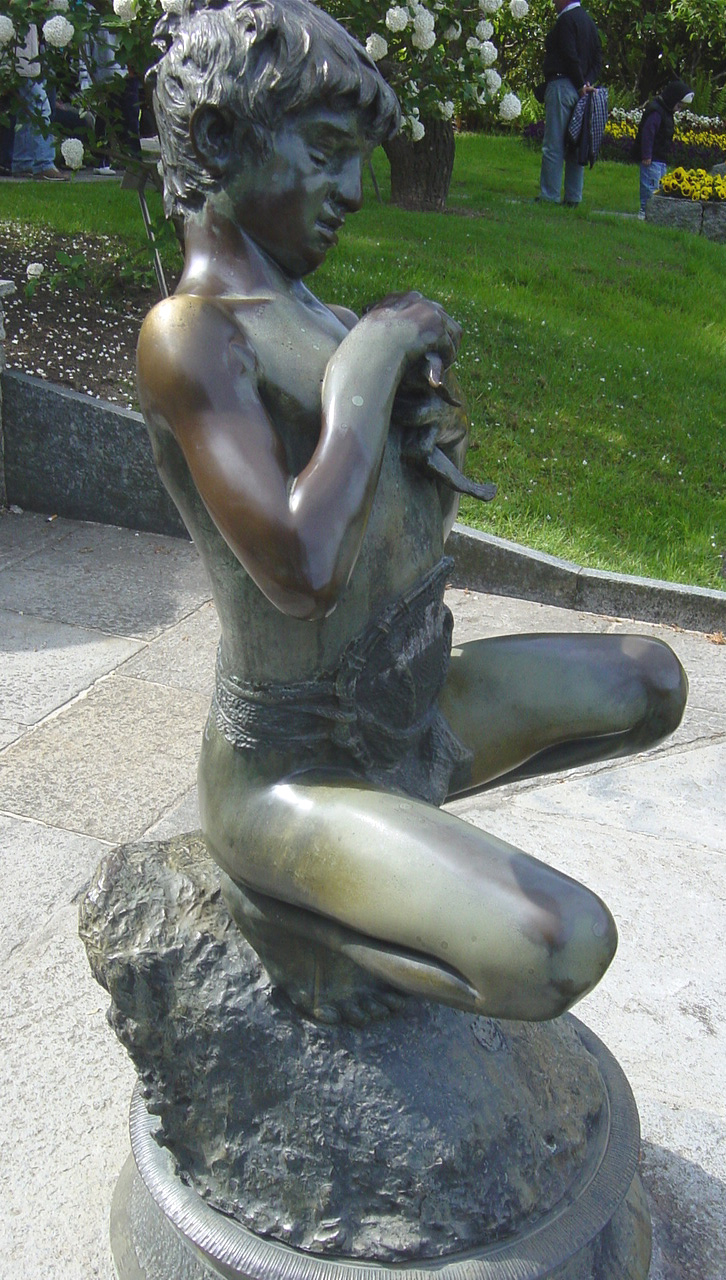
Estatua.

## Ciudades hermanadas
- Bourg-de-Péage (Francia)
- Crikvenica (Croacia)
- East Grinstead (Reino Unido)
- Mindelheim (Alemania)
- San Feliu de Guíxols (España)
- Schwaz (Austria)
- Spinazzola (Italia)